# Can Coromines (Premià de Dalt)
Can Coromina és un edifici amb elements barrocs i eclèctics de Premià de Dalt (Maresme) protegit com a bé cultural d'interès local.

## Descripció
Casa de planta baixa, pis i golfes, coberta per una teulada a dos vessants amb el carener perpendicular a la façana.
Des de la seva construcció el 1790, la casa ha patit diverses modificacions. De la primera etapa barroca sobresurt el portal rodó dovellat, i molt especialment el coronament de la façana que juga amb la combinació de línies còncaves i convexes i que és típic d'aquest període.
Els altres elements que formen la façana són posteriors, de la reforma de finals de segle xix, com les pilastres adossades, ús de rajoles, etc. Les antigues golfes han quedat convertides en una finestra tripartida amb arcs de mig punt i sostinguda per columnes. Sobre la façana destaquen els esgrafiats que representen garlandes amb motius florals.